# Відесюч
Відесю́ч (рос. Видесючь, чув. Витеçуч) — присілок у Чувашії Російської Федерації, у складі Аліковського сільського поселення Аліковського району.
Населення — 71 особа (2010; 75 в 2002, 100 в 1979, 146 в 1939, 136 в 1926, 135 в 1897, 87 в 1858).
Національний склад (на 2002 рік):
- чуваші — 100 %

## Історія
Засновано 19 століття як околоток села Аліково. До 1866 року селяни мали статус державних, займались землеробством, тваринництвом. На початку 20 століття діяло 3 вітряки та кузня. 1930 року створено колгосп «Віде-Сюч». До 1927 року присілок входив до складу Шуматовської та Аліковської волостей Ядринського повіту. З переходом на райони 1927 року — спочатку у складі Аліковського, у період 1962–1965 років — у складі Вурнарського, після чого знову переданий до складу Аліковського району.